# La buena letra
La buena letra es una película española de drama histórico de 2025, escrita y dirigida por Celia Rico Clavellino, basada en la novela homónima de Rafael Chirbes. Está protagonizada por Loreto Mauleón, Enric Auquer Sardà, Roger Casamajor y Ana Rujas. Se estrenó en el Festival de Málaga el 14 de marzo de 2025, y luego se estrenó en cines españoles el 30 de abril de 2025, con distribución de Caramel Films.

## Trama
Después de la guerra civil española, Ana (Loreto Mauleón) y su familia intentan salir adelante y lidiar con las heridas profundas de la guerra. Los intentos de Ana por ayudar a su cuñado, Antonio (Enric Auquer Sardà), se ven impactados cuando Isabel (Ana Rujas), la esposa de Antonio con la que recién se ha casado, llega a la familia.

## Reparto
- Loreto Mauleón como Ana
- Enric Auquer Sardà como Antonio
- Roger Casamajor como Tomás
- Ana Rujas como Isabel
- Teresa Lozano como María
- Sofía Puerta Badenas como Anita
- Gloria March como Concha

## Producción
El 12 de mayo de 2024, se anunció que el rodaje de la película La buena letra, basada en la novela homónima de Rafael Chirbes, había comenzado en Petrés. Celia Rico Clavellino fue anunciada como la guionista y directora del proyecto, mientras que Loreto Mauleón, Enric Auquer, Roger Casamajor, Ana Rujas, Teresa Lozano, Gloria March y Sofía Puerta fueron confirmados como los protagonistas. Además de Petrés, el rodaje de la película también tuvo lugar en Requena, Sueca, Grau Vell, la aldea de El Reatillo, El Rebollar, y Segorbe, a lo largo de siete semanas.

## Lanzamiento y marketing
El 26 de diciembre de 2024, Caramel Films anunció por primera vez que La buena letra se estrenaría en cines españoles el 30 de abril de 2025. En enero de 2025, se anunció que la película tendría su estreno mundial en el Festival de Málaga el 14 de marzo de 2025. En febrero de 2025, Caramel Films lanzó el tráiler de la película.